# اجواتر (نیوجرسی)
اجواتر (به انگلیسی: Edgewater) شهری در ایالت نیوجرسی کشور ایالات متحده آمریکا است که جمعیت آن در سرشماری سال ۲۰۱۰ میلادی، ۱۱٬۵۱۳ نفر بوده‌است.